# منارة (بوابة إلكترونية)
منارة (بالفرنسية: Menara)‏ هو فرع من فروع شركة اتصالات المغرب ويهتم بمزودي خدمة الإنترنت بالمغرب.
كما يعتبر البوابة الأولى في المغرب وأيضا في أفريقيا التي تنطق بالفرنسية وذلك بأزيد من 150.000 زائر يوميا وأكثر من 30 مليون زائر شهريا حسب الأرقام التي نشرتها OJD الفرنسية.

## التاريخ

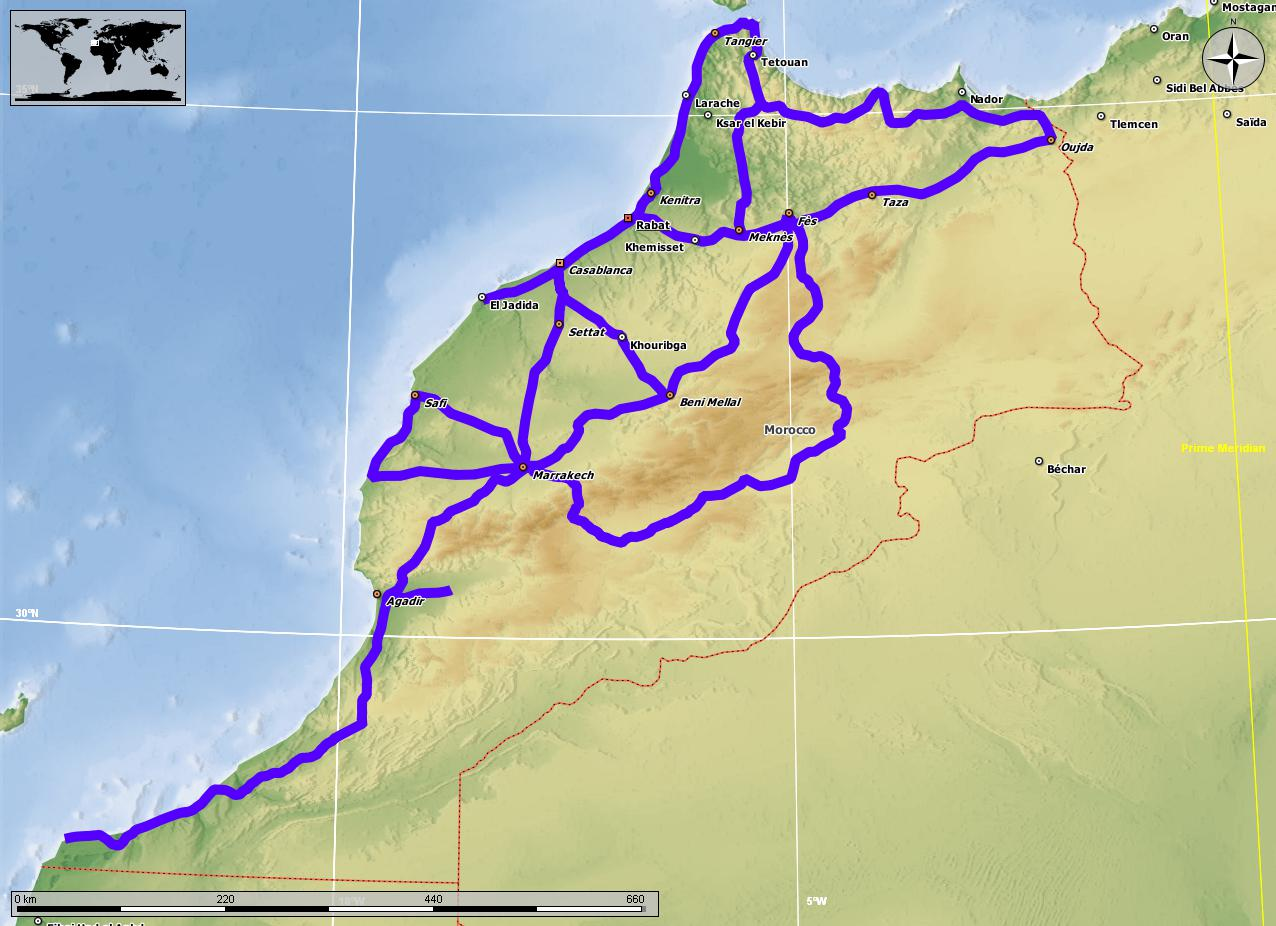
الخطوط الأرضية لشبكة الإنترنت لاتصالات المغرب

- 1995 تم تأسيس منارة من طرف كازانيت (هي الأخرى فرع لاتصالات المغرب) وهو من الأوائل الذين اهتموا بمزودي خدمة الإنترنت بالمغرب.
- 2002 افتتاح البوابة الجديدة لمنارة وعروض الشركات.
- 2004 تأسيس منارة الصغار (Menara Junior).
- يونيو 2008 افتتاح منارة V3 والنسخة الجديدة من منارة جوب (Menara JOB) الخاصة بالبحث عن الوظائف .
- مارس 2009 افتتاح النسخة الحديثة من منارة الصغار.
- مارس 2010 افتتاح منارة الرسائل القصيرة المجانية .
- نوفمبر 2010 افتتاح منارة العقارات (Menara immobilier).
- يناير 2011 افتتاح منارة الأخبار على هواتف الأيفون.